# Physcia nubila
Physcia nubila är en lavart som beskrevs av Roland Moberg. Physcia nubila ingår i släktet Physcia och familjen Physciaceae.   Inga underarter finns listade i Catalogue of Life.